# Immigration and Refugee Board of Canada
L'Immigration and Refugee Board of Canada (Il Consiglio di immigrazioni e rifugiati del Canada) in sigla IRB è un tribunale amministrativo indipendente in Canada che è responsabile per prendere decisioni in materia di immigrazione e rifugiati in accordo alla legge vigente e come stabilito da un atto parlamentare.

## Presidenza
Il presidente oggi è Mario Dion, in carica dal primo gennaio 2015.
Ex presidenti:
- Brian Goodman (2007-2013)
- Jean-Guy Fleury (2002-2007)
- Peter Showler (1999-2002)
- Nurjehan Mawani (1992-1999)
- Gordon Fairweather (1989-1992)[2]